# Dubouzetia
Dubouzetia Pancher ex Brongn. & Gris – rodzaj roślin z rodziny eleokarpowatych (Elaeocarpaceae). Obejmuje 11 gatunków występujących naturalnie na Molukach, Nowej Gwinei, Nowej Kaledonii oraz w Australii (Terytorium Północne i północno-wschodnia część stanu Queensland). Według niektórych źródeł rośnie również w Republice Południowej Afryki.
W Australii jeden z gatunków D. saxatilis jest zagrożony wyginięciem w środowisku naturalnym. Występuje on endemicznie na bardzo ograniczonym obszarze w stanie Queensland. W rządowym rozporządzeniu uzyskał on status gatunku narażonego na wyginięcie (VU – vulnerable).

## Historia
W 1861 roku europejska nauka oficjalnie nazwała i opisała ten rodzaj oraz określiła jego gatunek typowy – D. campanulata rosnący endemicznie na Nowej Kaledonii. Praca badawcza na temat tego gatunku została sporządzona przez francuskich botaników – Adolphe-Théodore Brongniart i Jean Antoine Arthur Gris.

## Morfologia
KwiatyMają 5 działek kielicha oraz 5 płatków. Posiadają około 35 wyprostowanych pręcików. W słupku znajduje się zalążnia, składająca się z 5 komór. Niepodzielone znamię jest bardzo małe w postaci punktu.
OwoceMają kulisty, pięciokątne kształt, składające się z pięciu komór.

## Systematyka
Pozycja według APweb (aktualizowany system APG III z 2009)
Przedstawiciel rodziny eleokarpowatych (Elaeocarpaceae) należącej do rzędu szczawikowców (Oxalidales) reprezentującego dwuliścienne właściwe.
Wykaz gatunków
- Dubouzetia acuminata Sprague
- Dubouzetia australiensis Coode
- Dubouzetia campanulata Pancher ex Brongn. & Gris
- Dubouzetia caudiculata Sprague
- Dubouzetia confusa Guillaumin & Virot
- Dubouzetia dentata A.C.Sm.
- Dubouzetia elegans Brongn. & Gris
- Dubouzetia galorei Coode
- Dubouzetia guillauminii Virot
- Dubouzetia kairoi Coode
- Dubouzetia saxatilis A.R.Bean & Jessup